# Svensk biografisk kalender
Svensk biografisk kalender var en planerad serie biografiska uppslagsverk över då i Sverige levande personer. Verket skulle omfatta omkring 30 band och planerades utges med början år 1919 på initiativ av bokförläggare Hasse W. Tullberg. Projektet mötte dock oväntade motgångar och lades ned redan 1919 efter att det första bandet utkommit. Det omfattande 2 050 personer i Malmöhus län och var sammanställt av statistikern Hjalmar Gullberg i Stockholm och vice krigsdomaren Torsten Uggla i Lund.
De båda redaktörerna uppger i förordet till det enda utgivna bandet att sedan formulärblanketter för ifyllande och återsändande skickats till en mängd personer, "ett stort antal adressater, särskilt lantmän samt handels- och industriidkare, uraktlåto att tillmötesgå härom framställd begäran". Trots upprepade påminnelser var intresset påfallande lågt från de personer som redaktörerna ansåg borde finnas med i kalendern. Man tvingades därför att även försöka samla in uppgifter från tillgängliga redan tryckta arbeten, vilka sedan sändes till adressaterna för granskning och komplettering. Trots alla ansträngningar kom det att i det enda utgivna bandet saknas flera hundra av de personer som man planerat att ta med.